# Berolina (trein)
De Berolina was een Europese internationale trein tussen Polen en Duitsland. De naam verwijst naar de Duitse hoofdstad Berlijn.

## Geschiedenis
In 1961 introduceerde de Poolse spoorwegen (PKP) de trein op de route Brest - Warschau - Poznań - Oost-Berlijn. De trein werd genoemd naar de, vanuit Moskou gezien, bestemming van de trein, de Duitse hoofdstad. De PKP voerde de dienst uit met twee gekoppelde treinstellen van het type SN 61. In 1969 werd er omgeschakeld op getrokken treinen. Het traject werd aan de oostkant ingekort tot Warschau.

## EuroCity
Op 31 mei 1992 was de Berolina de eerste EuroCity in Polen. De trein was samengesteld uit rijtuigen van de PKP en de Deutsche Reichsbahn. Op 23 mei 1993 werd de EuroCity dienst op deze route uitgebreid met een tweede trein, de EC Varsovia. De Deutsche Reichsbahn was inmiddels gefuseerd met de Deutsche Bundesbahn en de treinen reden nu met rijtuigen van de Deutsche Bahn en de PKP. In 2002 was het aantal EuroCity's tussen Duitsland en Polen inmiddels gegroeid tot vier. In verband met de concurrentie van verschillende busbedrijven op de route Berlijn - Warschau besloten de PKP en de DB alle vier EuroCity's onder de naam Berlin-Warszawa Express aan te bieden. De prijzen werden verlaagd en het materieel blauw wit geschilderd met de naam van de trein als opschrift. De Berolina reed op 29 september 2002 voor het laatst en sinds 30 september 2002 wordt de treindienst onder de nieuwe formule gereden.

### Route en dienstregeling
| EC 42 | land      | station               | km | EC 43 |
| ----- | --------- | --------------------- | -- | ----- |
| 06:15 | Polen     | Warszawa Wschodnia    |    | 22:59 |
|       | Polen     | Warszawa Centralna    |    |       |
|       | Polen     | Kutno                 |    |       |
|       | Polen     | Konin                 |    |       |
|       | Polen     | Poznan Gl.            |    |       |
|       | Polen     | Swiebodzin            |    |       |
|       | Polen     | Rzepin                |    |       |
|       | Duitsland | Frankfurt an der Oder |    |       |
| 12:40 | Duitsland | Berlin Hbf            |    | 16:22 |